# L'isola dei famosi (sesta edizione)
La sesta edizione del reality show L'isola dei famosi è andata in onda in prima serata su Rai 2 dal 15 settembre al 24 novembre 2008, con la conduzione di Simona Ventura per la sesta volta consecutiva, affiancata in studio dagli opinionisti Mara Venier, Luca Giurato e Pamela Prati (dalla nona puntata in poi), e con la partecipazione dell'inviato Filippo Magnini. È durata 71 giorni, ha avuto 23 naufraghi e 11 puntate e si è tenuta presso Cayos Cochinos (Honduras).
Le vicende dei naufraghi sono state trasmesse da Rai 2 ogni lunedì in prima serata, mentre la trasmissione delle strisce quotidiane nel day-time è stata affidata a Rai 2.
L'edizione si è conclusa con la vittoria di Vladimir Luxuria, che si è aggiudicata il montepremi di 200000 €.

## Produzione
Come nell'edizione precedente, gli autori del programma hanno provato ad aggiungere al cast dei 10 "famosi" anche 8 "non famosi".
Il serale, che in questa edizione è stato trasmesso di lunedì e non più di mercoledì come avveniva per le precedenti edizioni, è stato condotto per la sesta volta consecutiva da Simona Ventura. L'inviato Filippo Magnini ha curato le strisce giornaliere e i collegamenti dall'Honduras. I collegamenti con i naufraghi avvenivano dalla Selva oscura un antico tempio caratterizzato da statue e candele simile alla Ruina dell'edizione precedente.
Ogni settimana i concorrenti si sottoponevano, come previsto dal regolamento, alla prova leader, che decretava il leader della settimana, che era immune dalle nomination e decideva il nome di uno dei due nominati. La durata del programma è rimasta invariata: 71 giorni complessivi come l'edizione precedente.
È stato inoltre reintrodotto, a partire dalla quarta settimana, il meccanismo del bacio di Giuda, già presente nel regolamento della quarta edizione, che concedeva al naufrago appena eliminato dal televoto, di nominare uno dei concorrenti rimasti in gara. Il prescelto aveva un voto in più rispetto agli altri nelle nomination della settimana successiva.
Anche quest'anno la diretta settimanale è stata seguita dal dopo-isola Scorie, condotto da Nicola Savino con la partecipazione di Debora Salvalaggio e Claudia Galanti.
Il 1º dicembre 2008 è andato in onda il gran galà di chiusura soprannominato Tutti a casa.

## Conduzione
L'edizione è stata condotta per la sesta volta consecutiva da Simona Ventura, mentre l'inviato è stato Filippo Magnini. Gli opinionisti sono stati: Mara Venier, Luca Giurato e Pamela Prati (dalla nona puntata in poi).

## Ambientazione

### L'isola
I partecipanti si sono ritrovati quindi tutti insieme sull'arcipelago di Cayos Cochinos in Honduras a patire gli stenti e le privazioni dei naufraghi.
Per le prime tre settimane di gioco i due gruppi di naufraghi hanno vissuto in spiagge diverse: I famosi sulla spiaggia di Cayo Paloma, mentre i non famosi nella tetra foresta di Laguna Cacao.

### Lo studio
Il programma è andato in onda in diretta dallo studio 1 del Centro di produzione Rai di Via Mecenate a Milano con una scenografia completamente rinnovata ispirata ad una grande nave con la chiglia arenata sulla sabbia.

## I naufraghi
L'età dei concorrenti si riferisce al momento dello sbarco sull'isola.
| Concorrente             | Età     | Categoria  | Professione                       | Giorni | Luogo di nascita      | Stato                |
| ----------------------- | ------- | ---------- | --------------------------------- | ------ | --------------------- | -------------------- |
| Vladimir Luxuria        | 43 anni | Famosi     | Politica                          | 1-71   | Foggia                | Vincitrice           |
| Belén Rodríguez         | 23 anni | Famosi     | Modella, showgirl                 | 1-71   | Buenos Aires          | Seconda classificata |
| Carlo Capponi           | 55 anni | Non Famosi | Custode universitario             | 1-71   | Bologna               | Terzo classificato   |
| Leonardo Tumiotto       | 25 anni | Famosi     | Nuotatore                         | 1-71   | San Donà di Piave     | Quarto classificato  |
| Patrizia De Blanck      | 67 anni | Famosi     | Personaggio TV, socialite         | 36-64  | Roma                  | Eliminata            |
| Veridiana Mallmann      | 22 anni | Famosi     | Showgirl                          | 1-64   | Santa Clara do Sul    | Eliminata            |
| Peppe Quintale          | 45 anni | Famosi     | Attore, comico                    | 36-64  | Napoli                | Eliminato            |
| Alessandro Feliù        | 21 anni | Non Famosi | Skipper                           | 1-64   | Giugliano in Campania | Eliminato            |
| Ela Weber               | 42 anni | Famosi     | Attrice, showgirl, personaggio TV | 36-57  | Dettelbach            | Eliminata            |
| Rossano Rubicondi       | 36 anni | Famosi     | Attore, imprenditore, modello     | 29-50  | Roma                  | Eliminato            |
| Imma De Vivo            | 26 anni | Non Famosi | Studentessa universitaria         | 36-43  | Napoli                | Eliminate            |
| Eleonora De Vivo        | 26 anni | Non Famosi | Assistente chirurgo plastico      | 36-43  | Napoli                | Eliminate            |
| Chiara Zaffoni          | 27 anni | Non Famosi | Infermiera                        | 1-36   | Ferrara               | Eliminata            |
| Massimo Ciavarro        | 50 anni | Famosi     | Attore                            | 1-35   | Roma                  | Ritirato             |
| Maria Grazia Maniscalco | 21 anni | Non Famosi | Studentessa di psicologia         | 1-29   | Sciacca               | Eliminata            |
| Sonia Borgonovo         | 39 anni | Non Famosi | Muratore                          | 1-22   | Aviano                | Eliminata            |
| Antonio Cabrini         | 50 anni | Famosi     | Ex calciatore                     | 1-18   | Cremona               | Ritirato             |
| Daniele Bressan         | 35 anni | Non Famosi | Magazziniere                      | 1-17   | Castelfranco Veneto   | Ritirato             |
| Flavia Vento            | 31 anni | Famosi     | Showgirl                          | 1-15   | Roma                  | Ritirata             |
| Michi Gioia             | 43 anni | Famosi     | Scrittrice                        | 1-15   | Milano                | Eliminata            |
| Giucas Casella          | 58 anni | Famosi     | Illusionista                      | 1-15   | Termini Imerese       | Ritirato             |
| Giuseppe Lago           | 27 anni | Famosi     | Personaggio TV                    | 1-8    | Capurso               | Ritirato             |
| Alessandro De Giuseppe  | 37 anni | Non Famosi | Libero professionista             | 1-8    | Brugherio             | Eliminato            |
| Yelena Shatanova        | 31 anni | Non Famosi | Interprete                        | 1      | Oleggio               | Eliminata            |

### I Famosi
- Antonio Cabrini (ex calciatore). Ritirato il 2 ottobre 2008 per motivi di salute.
- Giucas Casella (illusionista). Ritirato il 29 settembre 2008 per motivi di salute.
- Massimo Ciavarro (attore). Ritirato il 19 ottobre 2008 in seguito a dei forti dolori addominali. Una volta ritirato è stato operato d'urgenza in un ospedale dell'Honduras. L'operazione è andata a buon fine.
- Patrizia De Blanck (personaggio televisivo). Sbarca sull'isola il 20 ottobre 2008 in qualità di riserva. Eliminata nella puntata del 17 novembre 2008.
- Michi Gioia (scrittrice). Eliminata nella terza puntata, trasmessa il 29 settembre 2008.
- Giuseppe Lago (personaggio TV). Si ritira durante la seconda puntata.
- Vladimir Luxuria (politica e attrice). Finalista nella puntata del 24 novembre 2008. Eletta vincitrice con il 56% dei voti contro il 44% di Belén Rodríguez.
- Veridiana Mallmann (personaggio TV). Eliminata nella puntata del 17 novembre 2008.
- Peppe Quintale (attore e comico). Sbarca sull'isola il 13 ottobre 2008 in qualità di riserva. Eliminato nella puntata del 17 novembre 2008.
- Belén Rodríguez (showgirl). Finalista nella puntata del 24 novembre 2008. Si è classificata al secondo posto con il 44% dei voti.
- Rossano Rubicondi (attore, imprenditore e modello italiano, famoso per il suo matrimonio con la miliardaria americana Ivana Trump). Sbarca sull'isola il 6 ottobre 2008 in qualità di riserva. Eliminato nella puntata del 3 novembre 2008.
- Leonardo Tumiotto (nuotatore). Finalista nella puntata del 24 novembre 2008. Si è classificato al quarto posto.
- Flavia Vento (showgirl). Ritirata il 29 settembre 2008 per motivi personali, dopo aver vinto la nomination con Michi Gioia
- Ela Weber (attrice e showgirl). Sbarca sull'isola il 13 ottobre 2008 in qualità di riserva. Eliminata nella puntata del 10 novembre 2008.

### I Non famosi
- Sonia Borgonovo (39 anni, muratore). Eliminata nella puntata del 6 ottobre 2008.
- Daniele Bressan (35 anni, magazziniere). Ritirato il 1º ottobre 2008 per motivi personali.
- Carlo Capponi (55 anni, custode universitario). È stato un custode universitario del Dipartimento di Fisica dell'Università di Bologna. È stato uno dei quattro finalisti di questa edizione. Si è classificato al terzo posto. Nato a Bologna il 28 dicembre 1951 e deceduto per un arresto cardiaco il 17 aprile 2011, all'età di 59 anni, mentre eseguiva dei lavoretti in giardino[10].
- Alessandro De Giuseppe (37 anni, libero professionista). È soprannominato il Mitraglia. Eliminato nella seconda puntata andata in onda il 22 settembre 2008.
- Eleonora De Vivo e Imma De Vivo (26 anni, gemelle, la prima è una studentessa universitaria, mentre la seconda è assistente di un chirurgo plastico). Entrano in gioco il 13 ottobre 2008 come unico concorrente in qualità di riserva. Eliminate nella settima puntata andata in onda il 27 ottobre 2008.
- Alessandro Feliù (21 anni, skipper). Eliminato nella puntata del 17 novembre 2008.
- Mariagrazia Maniscalco (21 anni, studentessa di psicologia). Eliminata nella puntata del 13 ottobre 2008.
- Yelena Shatanova (31 anni, interprete di origini russe). Eliminata da un televoto del pubblico la prima sera durante la selezione iniziale che riguardava i concorrenti non famosi.
- Chiara Zaffoni (27 anni, infermiera). Eliminata nella sesta puntata andata in onda durante la diretta del 20 ottobre 2008.

### Guest star
| Guest star     | Età     | Categoria | Professione       | Luogo di nascita |
| -------------- | ------- | --------- | ----------------- | ---------------- |
| Valeria Marini | 41 anni | Famosi    | Attrice, showgirl | Roma             |

## Tabella delle nomination e dello svolgimento del programma
Legenda
     Concorrente leader con il potere di mandare nomination ed immune
     Concorrente immune dalle nomination
     Famoso
     Non Famoso
     Bacio di Giuda
     Concorrente nominato
     Concorrente non nominato
     Concorrente vincitore di una prova
     Concorrente perdente di una prova

|                            |                            | Settimana 1             | Settimana 1                        | Settimana 2                        | Settimana 3                         | Settimana 4                         | Settimana 5                              | Settimana 6                         | Settimana 7                         | Settimana 8                         | Settimana 9                         | Settimana 9                         | Settimana 9                          | Settimana 9                          | Ultima settimana                     | Ultima settimana                               | Ultima settimana                                | Numero totale di nomination |
| Round 0                    | Round 1                    | #1                      | #2                                 | Settimana 2                        | Settimana 3                         | Settimana 4                         | Settimana 5                              | Settimana 6                         | Settimana 7                         | Settimana 8                         | #3                                  | #3                                  |                                      |                                      | Ultima settimana                     | Ultima settimana                               | Ultima settimana                                | Numero totale di nomination |
| -------------------------- | -------------------------- | ----------------------- | ---------------------------------- | ---------------------------------- | ----------------------------------- | ----------------------------------- | ---------------------------------------- | ----------------------------------- | ----------------------------------- | ----------------------------------- | ----------------------------------- | ----------------------------------- | ------------------------------------ | ------------------------------------ | ------------------------------------ | ---------------------------------------------- | ----------------------------------------------- | --------------------------- |
| Leader                     | Leader                     | Nessuno                 | Nessuno                            | Nessuno                            | Nessuno                             | Alessandro F.                       | Alessandro F.                            | Leonardo                            | Leonardo                            | Alessandro F.                       | Carlo                               | Leonardo                            | Nessuno                              | Nessuno                              | Nessuno                              | Nessuno                                        | Nessuno                                         | Numero totale di nomination |
|                            |                            |                         |                                    |                                    |                                     |                                     |                                          |                                     |                                     |                                     |                                     |                                     |                                      |                                      |                                      |                                                |                                                 |                             |
|                            | Vladimir                   | Non nominata            | Flavia                             | Michi                              | Immune                              | Mariagrazia                         | Carlo                                    | Gemelle De Vivo                     | Ela                                 | Belen                               | Belen                               | Patrizia Veridiana                  | Nominata                             | Nominata                             | Nominata                             | Prova superata                                 | Vincitrice (Settimana 11 - Giorno 71)           | 8                           |
|                            | Belén                      | Non nominata            | Giuseppe                           | Michi                              | Immune                              | Chiara                              | Chiara                                   | Gemelle De Vivo                     | Rossano                             | Patrizia                            | Patrizia                            | Peppe Veridiana                     | Nominata                             | Nominata                             | Nominata                             | Prova non superata                             | Seconda classificata (Settimana 11 - Giorno 71) | 16                          |
|                            | Carlo                      | Nominato                | Sonia                              | Immune                             | Sonia                               | Mariagrazia                         | Veridiana                                | Belén                               | Rossano                             | Belén                               | Alessandro                          | Peppe Belén                         | Nominato                             | Nominato                             | Nominato                             | Prova non superata                             | Terzo classificato (Settimana 11 - Giorno 71)   | 12                          |
|                            | Leonardo                   | Non nominato            | Flavia                             | Flavia                             | Immune                              | Mariagrazia                         | Chiara                                   | Vladimir                            | Belén                               | Belén                               | Belén                               | Belén Carlo                         | Nominato                             | Nominato                             | Nominato                             | Quarto classificato (Settimana 11 - Giorno 71) | Quarto classificato (Settimana 11 - Giorno 71)  | 1                           |
|                            | Patrizia                   | Non in gara             | Non in gara                        | Non in gara                        | Non in gara                         | Non in gara                         | Non in gara                              | Immune                              | Belén                               | Vladimir                            | Alessandro F.                       | Belén Peppe                         | Nominata                             | Nominata                             | Eliminate (Settimana 10 - Giorno 64) | Eliminate (Settimana 10 - Giorno 64)           | Eliminate (Settimana 10 - Giorno 64)            | 5                           |
|                            | Veridiana                  | Non nominata            | Flavia                             | Michi                              | Immune                              | Mariagrazia                         | Chiara                                   | Carlo                               | Belén                               | Vladimir                            | Vladimir                            | Carlo Belén                         | Nominata                             | Nominata                             | Eliminate (Settimana 10 - Giorno 64) | Eliminate (Settimana 10 - Giorno 64)           | Eliminate (Settimana 10 - Giorno 64)            | 2                           |
|                            | Peppe Quintale             | Non in gara             | Non in gara                        | Non in gara                        | Non in gara                         | Non in gara                         | Immune                                   | Gemelle De Vivo                     | Belén                               | Ela                                 | Patrizia                            | Belén Patrizia                      | Eliminati (Settimana 10 - Giorno 64) | Eliminati (Settimana 10 - Giorno 64) | Eliminati (Settimana 10 - Giorno 64) | Eliminati (Settimana 10 - Giorno 64)           | Eliminati (Settimana 10 - Giorno 64)            | 7                           |
|                            | Alessandro F.              | Nominato                | Chiara                             | Immune                             | Carlo                               | Carlo                               | Rossano                                  | Vladimir                            | Patrizia                            | Ela                                 | Patrizia Vladimir                   | Carlo                               | Eliminati (Settimana 10 - Giorno 64) | Eliminati (Settimana 10 - Giorno 64) | Eliminati (Settimana 10 - Giorno 64) | Eliminati (Settimana 10 - Giorno 64)           | Eliminati (Settimana 10 - Giorno 64)            | 1                           |
|                            | Ela                        | Non in gara             | Non in gara                        | Non in gara                        | Non in gara                         | Non in gara                         | Immune                                   | Belén                               | Rossano                             | Peppe                               | Peppe                               | Eliminata (Settimana 9 - Giorno 57) | Eliminata (Settimana 9 - Giorno 57)  | Eliminata (Settimana 9 - Giorno 57)  | Eliminata (Settimana 9 - Giorno 57)  | Eliminata (Settimana 9 - Giorno 57)            | Eliminata (Settimana 9 - Giorno 57)             | 2                           |
|                            | Rossano                    | Non in gara             | Non in gara                        | Non in gara                        | Non in gara                         | Immune                              | Chiara                                   | Vladimir                            | Ela                                 | Vladimir                            | Eliminato (Settimana 8 - Giorno 50) | Eliminato (Settimana 8 - Giorno 50) | Eliminato (Settimana 8 - Giorno 50)  | Eliminato (Settimana 8 - Giorno 50)  | Eliminato (Settimana 8 - Giorno 50)  | Eliminato (Settimana 8 - Giorno 50)            | Eliminato (Settimana 8 - Giorno 50)             | 4                           |
|                            | Gemelle                    | Non in gara             | Non in gara                        | Non in gara                        | Non in gara                         | Non in gara                         | Immuni                                   | Peppe                               | Peppe                               | Eliminate (Settimana 7 - Giorno 43) | Eliminate (Settimana 7 - Giorno 43) | Eliminate (Settimana 7 - Giorno 43) | Eliminate (Settimana 7 - Giorno 43)  | Eliminate (Settimana 7 - Giorno 43)  | Eliminate (Settimana 7 - Giorno 43)  | Eliminate (Settimana 7 - Giorno 43)            | Eliminate (Settimana 7 - Giorno 43)             | 4                           |
|                            | Chiara                     | Nominata                | Alessandro D.                      | Immune                             | Carlo                               | Carlo                               | Rossano                                  | Gemelle De Vivo                     | Eliminata (Settimana 6 - Giorno 36) | Eliminata (Settimana 6 - Giorno 36) | Eliminata (Settimana 6 - Giorno 36) | Eliminata (Settimana 6 - Giorno 36) | Eliminata (Settimana 6 - Giorno 36)  | Eliminata (Settimana 6 - Giorno 36)  | Eliminata (Settimana 6 - Giorno 36)  | Eliminata (Settimana 6 - Giorno 36)            | Eliminata (Settimana 6 - Giorno 36)             | 7                           |
|                            | Massimo                    | Non nominato            | Giucas                             | Giucas                             | Immune                              | Mariagrazia                         | Chiara                                   | Ritirato (Settimana 5 - Giorno 35)  | Ritirato (Settimana 5 - Giorno 35)  | Ritirato (Settimana 5 - Giorno 35)  | Ritirato (Settimana 5 - Giorno 35)  | Ritirato (Settimana 5 - Giorno 35)  | Ritirato (Settimana 5 - Giorno 35)   | Ritirato (Settimana 5 - Giorno 35)   | Ritirato (Settimana 5 - Giorno 35)   | Ritirato (Settimana 5 - Giorno 35)             | Ritirato (Settimana 5 - Giorno 35)              | 1                           |
|                            | Mariagrazia                | Nominata                | Alessandro D.                      | Immune                             | Carlo                               | Carlo                               | Massimo                                  | Eliminata (Settimana 5 - Giorno 29) | Eliminata (Settimana 5 - Giorno 29) | Eliminata (Settimana 5 - Giorno 29) | Eliminata (Settimana 5 - Giorno 29) | Eliminata (Settimana 5 - Giorno 29) | Eliminata (Settimana 5 - Giorno 29)  | Eliminata (Settimana 5 - Giorno 29)  | Eliminata (Settimana 5 - Giorno 29)  | Eliminata (Settimana 5 - Giorno 29)            | Eliminata (Settimana 5 - Giorno 29)             | 5                           |
|                            | Sonia                      | Nominata                | Alessandro D.                      | Immune                             | Carlo                               | Eliminata (Settimana 4 - Giorno 22) | Eliminata (Settimana 4 - Giorno 22)      | Eliminata (Settimana 4 - Giorno 22) | Eliminata (Settimana 4 - Giorno 22) | Eliminata (Settimana 4 - Giorno 22) | Eliminata (Settimana 4 - Giorno 22) | Eliminata (Settimana 4 - Giorno 22) | Eliminata (Settimana 4 - Giorno 22)  | Eliminata (Settimana 4 - Giorno 22)  | Eliminata (Settimana 4 - Giorno 22)  | Eliminata (Settimana 4 - Giorno 22)            | Eliminata (Settimana 4 - Giorno 22)             | 3                           |
|                            | Antonio                    | Non nominato            | Flavia                             | Michi                              | Immune                              | Ritirato (Settimana 3 - Giorno 18)  | Ritirato (Settimana 3 - Giorno 18)       | Ritirato (Settimana 3 - Giorno 18)  | Ritirato (Settimana 3 - Giorno 18)  | Ritirato (Settimana 3 - Giorno 18)  | Ritirato (Settimana 3 - Giorno 18)  | Ritirato (Settimana 3 - Giorno 18)  | Ritirato (Settimana 3 - Giorno 18)   | Ritirato (Settimana 3 - Giorno 18)   | Ritirato (Settimana 3 - Giorno 18)   | Ritirato (Settimana 3 - Giorno 18)             | Ritirato (Settimana 3 - Giorno 18)              | 0                           |
|                            | Daniele                    | Nominato                | Carlo                              | Immune                             | Carlo                               | Ritirato (Settimana 3 - Giorno 17)  | Ritirato (Settimana 3 - Giorno 17)       | Ritirato (Settimana 3 - Giorno 17)  | Ritirato (Settimana 3 - Giorno 17)  | Ritirato (Settimana 3 - Giorno 17)  | Ritirato (Settimana 3 - Giorno 17)  | Ritirato (Settimana 3 - Giorno 17)  | Ritirato (Settimana 3 - Giorno 17)   | Ritirato (Settimana 3 - Giorno 17)   | Ritirato (Settimana 3 - Giorno 17)   | Ritirato (Settimana 3 - Giorno 17)             | Ritirato (Settimana 3 - Giorno 17)              | 0                           |
|                            | Flavia                     | Non nominata            | Giuseppe                           | Leonardo                           | Ritirata (Settimana 3 - Giorno 15)  | Ritirata (Settimana 3 - Giorno 15)  | Ritirata (Settimana 3 - Giorno 15)       | Ritirata (Settimana 3 - Giorno 15)  | Ritirata (Settimana 3 - Giorno 15)  | Ritirata (Settimana 3 - Giorno 15)  | Ritirata (Settimana 3 - Giorno 15)  | Ritirata (Settimana 3 - Giorno 15)  | Ritirata (Settimana 3 - Giorno 15)   | Ritirata (Settimana 3 - Giorno 15)   | Ritirata (Settimana 3 - Giorno 15)   | Ritirata (Settimana 3 - Giorno 15)             | Ritirata (Settimana 3 - Giorno 15)              | 7                           |
|                            | Michi                      | Non nominata            | Flavia                             | Flavia                             | Eliminata (Settimana 3 - Giorno 15) | Eliminata (Settimana 3 - Giorno 15) | Eliminata (Settimana 3 - Giorno 15)      | Eliminata (Settimana 3 - Giorno 15) | Eliminata (Settimana 3 - Giorno 15) | Eliminata (Settimana 3 - Giorno 15) | Eliminata (Settimana 3 - Giorno 15) | Eliminata (Settimana 3 - Giorno 15) | Eliminata (Settimana 3 - Giorno 15)  | Eliminata (Settimana 3 - Giorno 15)  | Eliminata (Settimana 3 - Giorno 15)  | Eliminata (Settimana 3 - Giorno 15)            | Eliminata (Settimana 3 - Giorno 15)             | 4                           |
|                            | Giucas                     | Non nominato            | Michi                              | Michi                              | Ritirato (Settimana 3 - Giorno 15)  | Ritirato (Settimana 3 - Giorno 15)  | Ritirato (Settimana 3 - Giorno 15)       | Ritirato (Settimana 3 - Giorno 15)  | Ritirato (Settimana 3 - Giorno 15)  | Ritirato (Settimana 3 - Giorno 15)  | Ritirato (Settimana 3 - Giorno 15)  | Ritirato (Settimana 3 - Giorno 15)  | Ritirato (Settimana 3 - Giorno 15)   | Ritirato (Settimana 3 - Giorno 15)   | Ritirato (Settimana 3 - Giorno 15)   | Ritirato (Settimana 3 - Giorno 15)             | Ritirato (Settimana 3 - Giorno 15)              | 2                           |
|                            | Giuseppe                   | Non nominato            | Michi                              | Ritirato (Settimana 2 - Giorno 8)  | Ritirato (Settimana 2 - Giorno 8)   | Ritirato (Settimana 2 - Giorno 8)   | Ritirato (Settimana 2 - Giorno 8)        | Ritirato (Settimana 2 - Giorno 8)   | Ritirato (Settimana 2 - Giorno 8)   | Ritirato (Settimana 2 - Giorno 8)   | Ritirato (Settimana 2 - Giorno 8)   | Ritirato (Settimana 2 - Giorno 8)   | Ritirato (Settimana 2 - Giorno 8)    | Ritirato (Settimana 2 - Giorno 8)    | Ritirato (Settimana 2 - Giorno 8)    | Ritirato (Settimana 2 - Giorno 8)              | Ritirato (Settimana 2 - Giorno 8)               | 2                           |
|                            | Alessandro D.              | Nominato                | Sonia                              | Eliminato (Settimana 2 - Giorno 8) | Eliminato (Settimana 2 - Giorno 8)  | Eliminato (Settimana 2 - Giorno 8)  | Eliminato (Settimana 2 - Giorno 8)       | Eliminato (Settimana 2 - Giorno 8)  | Eliminato (Settimana 2 - Giorno 8)  | Eliminato (Settimana 2 - Giorno 8)  | Eliminato (Settimana 2 - Giorno 8)  | Eliminato (Settimana 2 - Giorno 8)  | Eliminato (Settimana 2 - Giorno 8)   | Eliminato (Settimana 2 - Giorno 8)   | Eliminato (Settimana 2 - Giorno 8)   | Eliminato (Settimana 2 - Giorno 8)             | Eliminato (Settimana 2 - Giorno 8)              | 3                           |
|                            | Yelena                     | Nominato                | Eliminata (Settimana 1 - Giorno 1) | Eliminata (Settimana 1 - Giorno 1) | Eliminata (Settimana 1 - Giorno 1)  | Eliminata (Settimana 1 - Giorno 1)  | Eliminata (Settimana 1 - Giorno 1)       | Eliminata (Settimana 1 - Giorno 1)  | Eliminata (Settimana 1 - Giorno 1)  | Eliminata (Settimana 1 - Giorno 1)  | Eliminata (Settimana 1 - Giorno 1)  | Eliminata (Settimana 1 - Giorno 1)  | Eliminata (Settimana 1 - Giorno 1)   | Eliminata (Settimana 1 - Giorno 1)   | Eliminata (Settimana 1 - Giorno 1)   | Eliminata (Settimana 1 - Giorno 1)             | Eliminata (Settimana 1 - Giorno 1)              | 0                           |
|                            |                            |                         |                                    |                                    |                                     |                                     |                                          |                                     |                                     |                                     |                                     |                                     |                                      |                                      |                                      |                                                |                                                 |                             |
| Nominati dal leader        | Nominati dal leader        | Nessuno                 | Nessuno                            | Nessuno                            | Nessuno                             | Carlo                               | Rossano                                  | Vladimir                            | Belén                               | Ela                                 | Alessandro F.                       | Nessuno                             | Nessuno                              | Nessuno                              | Nessuno                              | Nessuno                                        | Nessuno                                         |                             |
| Nominato dai famosi        | Nominato dai famosi        | Nessuno                 | Flavia                             | Michi Flavia                       | Immuni                              | Mariagrazia                         | Chiara                                   | Gemelle De Vivo                     | Rossano                             | Vladimir                            | Vladimir                            | Carlo Peppe Belén                   | Tutti i concorrenti                  | Tutti i concorrenti                  | Carlo Vladimir Belén Leonardo        | Carlo Belén                                    | Vladimir Belén                                  |                             |
| Nominato dai non famosi    | Nominato dai non famosi    | Tutti i non famosi      | Alessandro D.                      | Immuni                             | Sonia Carlo                         | Mariagrazia                         | Chiara                                   | Gemelle De Vivo                     | Rossano                             | Vladimir                            | Vladimir                            | Carlo Peppe Belén                   | Tutti i concorrenti                  | Tutti i concorrenti                  | Carlo Vladimir Belén Leonardo        | Carlo Belén                                    | Vladimir Belén                                  |                             |
| Annotazioni                | Annotazioni                | [ N 1 ]                 | [ N 2 ]                            | [ N 3 ]                            | [ N 4 ]                             | [ N 5 ]                             | [ N 6 ]                                  | [ N 7 ]                             | [ N 8 ]                             | Nessuna annotazione                 | [ N 9 ]                             | [ N 10 ]                            | [ N 10 ]                             | [ N 10 ]                             | Nessuna annotazione                  | [ N 11 ]                                       | Nessuna annotazione                             |                             |
| Salvati dal televoto       | Salvati dal televoto       | Tutti i famosi          | Flavia                             | Flavia                             | Carlo                               | Carlo                               | Rossano                                  | Vladimir                            | Belén                               | Vladimir                            | Vladimir                            | Carlo Belén                         | Tutti i concorrenti                  | Tutti i concorrenti                  | Carlo Belén Vladimir                 | Belén                                          | Vladimir 56% per vincere                        |                             |
| Eliminati dal televoto     | Eliminati dal televoto     | Yelena 2% per eliminare | Alessandro D. 65% per eliminare    | Michi 60% per eliminare            | Sonia 61% per eliminare             | Mariagrazia 62% per eliminare       | Chiara 59% per eliminare                 | Gemelle De Vivo 95% per eliminare   | Rossano 62% per eliminare           | Ela 60% per eliminare               | Alessandro F. 57% per eliminare     | Peppe 62% per eliminare             | Veridiana 55% per eliminare          | Patrizia 38% per eliminare           | Leonardo 66% per eliminare           | Carlo 51% per eliminare                        | Belen 44% per vincere                           |                             |
| Vittime del bacio di Giuda | Vittime del bacio di Giuda | Nessuno                 | Nessuno                            | Nessuno                            | Nessuno                             | Nessuno                             | Massimo                                  | Gemelle De Vivo                     | Peppe                               | Vladimir                            | Peppe                               | Carlo                               | Nessuno                              | Nessuno                              | Nessuno                              | Nessuno                                        | Nessuno                                         |                             |
| Lavori forzati             | Lavori forzati             | Nessuno                 | Nessuno                            | Nessuno                            | Nessuno                             | Massimo                             | Leonardo                                 | Alessandro F.                       | Ela                                 | Vladimir                            | Alessandro F.                       | Nessuno                             | Nessuno                              | Nessuno                              | Nessuno                              | Nessuno                                        | Nessuno                                         |                             |
| Nuovi sbarchi              | Nuovi sbarchi              | Nessuno                 | Nessuno                            | Nessuno                            | Nessuno                             | Rossano Rubicondi                   | Ela Weber Gemelle De Vivo Peppe Quintale | Patrizia De Blanck                  | Nessuno                             | Nessuno                             | Nessuno                             | Nessuno                             | Nessuno                              | Nessuno                              | Nessuno                              | Nessuno                                        | Nessuno                                         |                             |
| Ritirati                   | Ritirati                   | Nessuno                 | Giuseppe                           | Flavia Giucas                      | Daniele Antonio                     | Nessuno                             | Massimo                                  | Nessuno                             | Nessuno                             | Nessuno                             | Nessuno                             | Nessuno                             | Nessuno                              | Nessuno                              | Nessuno                              | Nessuno                                        | Nessuno                                         |                             |

## Episodi di particolare rilievo
- Per le prime due settimane di gioco i due gruppi di concorrenti, famosi e non famosi, hanno vissuto in spiagge diverse: i primi sull'isolotto di Cayo Paloma e i secondi nella tetra foresta di Laguna Cacao. A partire dal quindicesimo giorno anche i non Famosi si sono trasferiti a Cayo Paloma.
- Durante la seconda puntata è stato nominato da ognuno dei due gruppi di naufraghi un ambasciatore, il quale ha avuto il compito di trasferirsi sulla spiaggia della squadra avversaria per la durata di una settimana. Per i non famosi è stato nominato Carlo Capponi che s'è trasferito presso i Famosi, per questi ultimi invece è stato eletto Giucas Casella che si è trasferito a vivere presso i non famosi. Gli ambasciatori non hanno potuto partecipare alle prove ricompensa.
- Belén Rodríguez, durante l'ottavo giorno di permanenza sull'isola, ha subito una ferita ad una caviglia, che si è prodotta lei stessa, per distrazione, con un pezzo di lamiera. La ferita è stata curata con sette punti di sutura.
- A Laguna Cacao l'ambasciatore Giucas Casella, durante il decimo giorno, ha avuto un malore ed è stato trasferito all'ospedale. Il medico che l'ha visitato ha rilevato l'ipotesi di un'ischemia; il concorrente è quindi stato costretto a ritirarsi dal gioco.
- Massimo Ciavarro, durante il 35º giorno di permanenza sull'isola, è stato prelevato dal gruppo e portato in ospedale dove è stato operato urgentemente per forti dolori addominali, causati da un'ulcera gastrica. L'operazione è andata a buon fine, ma al concorrente non è stato più concesso di tornare sull'isola.
- Proprio come accadde nell'edizione precedente, i naufraghi durante il 43º giorno di permanenza sull'isola, sono stati trasferiti dall'isolotto di Cayo Paloma alla spiaggia di Playa Uva.
- Vladimir Luxuria ha vinto la finalissima del 24 novembre 2008 diventando così la prima concorrente transgender a vincere un reality show italiano. Questo avvenimento ha avuto una grande eco sui giornali nazionali e nei dibattiti televisivi, permanendo per parecchi giorni all'attenzione dei mezzi di comunicazione.

## Le prove

### Prove del fuoco
1ª prova del fuoco
- La prova consisteva nel resistere davanti ad una fiamma di calore il più tempo possibile. I quattro contendenti erano: Vladimir Luxuria e Giucas Casella per i famosi e Alessandro Feliù e Mariagrazia Maniscalco per i non famosi. Questi ultimi hanno trionfato con circa 1 minuti e 43 secondi, sei secondi in più dei famosi che hanno totalizzato 1 minuto e 37 secondi. La prova si è svolta durante la prima puntata andata in onda il 15 settembre 2008.

| Gruppo     | Tempo |
| ---------- | ----- |
| Famosi     | 1.37  |
| Non famosi | 1.43  |

2ª prova del fuoco
- Nella puntata di lunedì 22 settembre 2008 viene ridata la possibilità di conquistare il fuoco. Il regolamento della prova rimane invariato: i concorrenti devono resistere davanti ad una fiamma di calore il più tempo possibile. I quattro contendenti erano Michi Gioia e Antonio Cabrini per i famosi e Carlo Capponi e Sonia Borgonovo per i non famosi.

| Gruppo     | Tempo |
| ---------- | ----- |
| Famosi     | 1.47  |
| Non famosi | 1.15  |

Legenda:

     Vincitori della prova

### Prove ricompensa
1ª prova ricompensa: Le casse sul fiume
- Effettuata il 17 settembre 2008.
- La prova consisteva nel trasportare delle casse di legno attraverso un percorso ad ostacoli. I minuti a disposizione erano sette. Ha vinto la squadra che allo scadere dei minuti ha trasportato il maggior numero di casse di legno. La ricompensa per la squadra vincitrice erano delle scatolette di cibo da consumare durante la permanenza sull'isola. Alla fine i non famosi, vincitori della prova, hanno deciso di regalare 10 delle 30 scatolette vinte ai famosi.

| Gruppo     | Casse trasportate |
| ---------- | ----------------- |
| Famosi     | 5                 |
| Non famosi | 6                 |

2ª prova ricompensa: Le due torri
- Effettuata il 24 settembre 2008.
- Ogni squadra doveva accendere con il fuoco delle fiaccole e posizionarle in cima ad una struttura di legno (la torre). Ha vinto la squadra che ha posizionato per prima 10 fiaccole. La ricompensa per la squadra vincitrice era una pizza.

| Gruppo     | Fiaccole posizionate |
| ---------- | -------------------- |
| Famosi     | 9                    |
| Non famosi | 10                   |

3ª prova ricompensa: Las bolas del canacol
- Effettuata il 26 settembre 2008.
- Partecipano alla prova 4 concorrenti per squadra (non 5 perché Daniele non può giocare). Ci sono tre round, in ognuno dei quali giocano solo 3 concorrenti per squadra. Dall'alto lungo uno scivolo cadono una palla bianca (famosi) e una nera (non famosi). Vince chi spinge la palla nella rete avversaria.
- Vince la squadra dei famosi perché al termine del tempo aveva spinto la palla più vicino alla rete.
- La ricompensa è una tela cerata per la pioggia, che i famosi regalano ai non famosi.

| Gruppo     | Palle in rete |
| ---------- | ------------- |
| Famosi     | 0             |
| Non famosi | 0             |

Legenda:

     Vincitori della prova
4ª prova ricompensa: Quiz culturale (parte prima)
- Effettuata durante la quarta puntata andata in onda il 6 ottobre 2008.
- In questa prova i naufraghi si sono basati sulle loro capacità intellettive: La prova consisteva nel rispondere a delle domande di cultura generale che la conduttrice Simona Ventura poneva ai sei naufraghi in gara; ogni domanda era collegata ad una pietanza prelibata o ad una ricompensa, se almeno uno dei naufraghi rispondeva in maniera errata alla domanda, la ricompensa era persa, se invece le risposte erano tutte esatte allora la ricompensa era vinta.
- Hanno partecipato alla prova: l'inviata speciale Valeria Marini, Massimo Ciavarro, Veridiana Mallmann, Belén Rodríguez, Vladimir Luxuria e Alessandro Feliù.

| Contendenti   |       | Domande | Domande | Domande | Domande | Domande | Domande |
| Contendenti   | 1ª    | 2ª      | 3ª      | 4ª      | 5ª      | 6ª      |         |
| ------------- | ----- | ------- | ------- | ------- | ------- | ------- | ------- |
| Alessandro F. | Si    | Si      | Si      | No      | No      | Si      |         |
| Belén         | Si    | Si      | Si      | No      | No      | Si      |         |
| Massimo       | Si    | Si      | Si      | No      | No      | Si      |         |
| Valeria       | Si    | Si      | Si      | No      | No      | Si      |         |
| Veridiana     | Si    | Si      | Si      | No      | No      | Si      |         |
| Vladimir      | Si    | Si      | Si      | No      | No      | Si      |         |
| Ricompensa    | Vinta | Vinta   | Vinta   | Persa   | Persa   | Vinta*  |         |

- Per questa ricompensa, inizialmente persa, è stata effettuata una domanda di riserva

Legenda: 

     Ricompensa vinta

     Ricompensa persa

Si: Domanda risposta in maniera corretta

No: Domanda risposta in maniera errata
5ª prova ricompensa: La grande pesca
- La prova prevedeva che 4 concorrenti salissero su delle piattaforme di legno posizionate in mare, mentre il resto del gruppo doveva posizionarsi al di sotto di queste piattaforme e pescare una serie di pesci posti all'interno di un retino. I pesci dovevano poi essere passati al primo compagno sulla piattaforma più vicina, questo a sua volta li doveva passare al concorrente successivo fino ad arrivare all'ultimo che doveva depositarli nel retino posto al termine del percorso. Il tempo previsto per la prova era di otto minuti. Allo scadere del tempo i concorrenti si sono aggiudicati tutti i pesci depositati nel retino posto alla fine del percorso.
- La prova è stata effettuata il 10 ottobre 2008.

| Tempo previsto | Risultato        |
| -------------- | ---------------- |
| 8.00 minuti    | 29 pesci pescati |

6ª prova ricompensa: Quiz culturale (parte seconda)
- Effettuata durante la quinta puntata andata in onda il 13 ottobre 2008.
- È la seconda parte della prova, ricompensa basata sulle capacità intellettive dei naufraghi: la prova consisteva nel rispondere a delle domande di cultura generale che la conduttrice Simona Ventura poneva ai quattro naufraghi in gara; ogni domanda era collegata ad una pietanza prelibata o ad una ricompensa, se almeno uno dei naufraghi rispondeva in maniera errata alla domanda, la ricompensa era persa, se invece le risposte erano tutte esatte allora la ricompensa era vinta.
- Hanno partecipato alla prova: Valeria Marini dall'Italia, Carlo Capponi, Vladimir Luxuria e Rossano Rubicondi.

| Contendenti |       | Domande | Domande | Domande | Domande | Domande | Domande |
| Contendenti | 1ª    | 2ª      | 3ª      | 4ª      | 5ª      | 6ª      |         |
| ----------- | ----- | ------- | ------- | ------- | ------- | ------- | ------- |
| Carlo       | Si    | Si      | Si      | Si      | Si      | Si      |         |
| Rossano     | Si    | Si      | Si      | Si      | Si      | Si      |         |
| Valeria     | No    | Si      | Si      | Si      | Si      | Si      |         |
| Vladimir    | Si    | Si      | Si      | Si      | Si      | Si      |         |
| Ricompensa  | Persa | Vinta   | Vinta   | Vinta   | Vinta*  | Vinta   |         |

- Per questa ricompensa, inizialmente persa, è stata effettuata una domanda di riserva.

Legenda: 

     Ricompensa vinta

     Ricompensa persa

Si: Domanda risposta in maniera corretta

No: Domanda risposta in maniera errata
7ª prova ricompensa: Il ponte umano
- Effettuata il 17 ottobre 2008.
- La prova prevedeva che i concorrenti scegliessero il compagno più magro e più dotato di equilibrio. Questi doveva camminare su un ponte umano retto dai suoi compagni lungo un percorso tracciato in riva al mare. A coppie i compagni dovevano reggere una lastra di legno sulla quale il concorrente prescelto doveva camminare. Nel suo percorso il concorrente incontrava tre pali sui quali doveva arrampicarsi per recuperare dei sacchi. Tali sacchi però rendevano l'equilibrio più instabile. Durante tutto il percorso il livello dell'acqua era costante.
- La ricompensa consisteva in 3 coperte, 1 impermeabile e 20 scatolette di cibo.
- Il concorrente prescelto è Belén Rodríguez.
- Non partecipano alla prova Massimo Ciavarro, a causa della sua lesione al tendine e Imma De Vivo, che rinuncia dovendo essere pari il numero dei giocatori.
- La prova è superata.

8ª prova ricompensa: La grande abbuffata
- Effettuata il 22 ottobre 2008
- In 3 minuti di tempo ogni concorrente doveva: raggiungere una palafitta posizionata in mare e recuperare delle tessere, ognuna corrispondente ad un numero, appese ad una tettoia ad di sopra della palafitta e poi tuffarsi in mare e nuotare fino ad un'altra palafitta, salirci sopra, appendere la tessera al posto giusto e prendere il contenitore corrispondente.
- Ogni contenitore conteneva una lettera indirizzata ad un naufrago da parte di una persona cara. Ogni concorrente doveva decidere se tenere la lettera, che poteva essere indirizzata a qualunque naufrago e non necessariamente al naufrago che aveva recuperato il contenitore, oppure una ricompensa in cibo chiamata appunto "grande abbuffata".
- Non hanno superato la prova le gemelle De Vivo, Carlo Capponi e Patrizia De Blanck che allo scadere dei tre minuti non avevano ancora ritirato il contenitore corrispondente alla propria tessera.

| Concorrente         | Alessandro F. | Belén | Carlo   | Ela  | Gemelle (Eleonora) | Leonardo | Patrizia | Peppe | Rossano                       | Veridiana | Vladimir |
| Risultato/Decisione | Cibo          | Cibo  | Fallita | Cibo | Fallita            | Cibo     | Fallita  | Cibo  | Lettera (Indirizzata a Peppe) | Cibo      | Cibo     |

Legenda: 

     Prova superata

    Prova fallita

9ª prova ricompensa: Quiz culturale (terza parte)
- Effettuata durante la settima puntata andata in onda il 27 ottobre 2008.
- È la terza parte della prova, ricompensa basata sulle capacità intellettive dei naufraghi: questa volta il quiz si è svolto in maniera differente dagli altri due: la ricompensa era un piatto di spaghetti per ognuno dei naufraghi i quali erano divisi in tre gruppi distinti soprannominati bavagli bianchi, bavagli neri e bavagli rossi. Ad ogni gruppo veniva posta una domanda che, se risposta in maniera corretta, permetteva di aumentare il tempo previsto per la consumazione degli spaghetti. Se almeno uno dei naufraghi rispondeva in maniera errata, il tempo restava invariato.
- Alla prova partecipano tutti i concorrenti tranne Imma De Vivo rappresentata dalla sorella Eleonora.

 Bavagli bianchi 
| Contendenti | Contendenti   | Risposta | Risposta |
| ----------- | ------------- | -------- | -------- |
|             | Alessandro F. | Errata   |          |
|             | Carlo         | Corretta |          |
|             | Peppe         | Errata   |          |
|             | Vladimir      | Errata   |          |
| Risultato   | Risultato     | +0.00s   |          |

 Bavagli neri 
| Contendenti | Contendenti        | Risposta | Risposta |
| ----------- | ------------------ | -------- | -------- |
|             | Gemelle (Eleonora) | Corretta |          |
|             | Leonardo           | Corretta |          |
|             | Patrizia           | Corretta |          |
| Risultato   | Risultato          | +0.30s   |          |

 Bavagli rossi 
| Contendenti | Contendenti | Risposta | Risposta |
| ----------- | ----------- | -------- | -------- |
|             | Belén       | Corretta |          |
|             | Ela         | Corretta |          |
|             | Rossano     | Corretta |          |
|             | Veridiana   | Corretta |          |
| Risultato   | Risultato   | +0.30s   |          |

Legenda: 

     Risposta esatta

     Risposta errata

     Appartenente al gruppo dei bavagli bianchi 

     Appartenente al gruppo dei bavagli neri

     Appartenente al gruppo dei bavagli rossi
10ª prova ricompensa: L'unione fa la forza
- Effettuata il 31 ottobre 2008.
- I naufraghi venivano disposti in cerchio e legati di spalle ciascuno ad una catena fissata al centro del cerchio. Tra di loro i giocatori erano equidistanti e distribuiti lungo tutta la circonferenza, i cui raggi erano le catene alle quali erano legati i naufraghi. Così disposti i naufraghi dovevano recuperare 10 totem posti di fronte a loro. Per farlo dovevano coordinarsi in modo da riuscire a girare tutti insieme e in modo che ognuno recuperasse il proprio totem.
- La ricompensa consisteva in una piadina preparata al momento che ciascun giocatore poteva farcire come preferiva.
- Alla prova partecipano tutti i concorrenti
- La prova è superata.

11ª prova ricompensa: Un mondo sottosopra
- Effettuata il 6 novembre 2008.
- I concorrenti devono rimanere appesi il più a lungo possibile a una gabbia sospesa, simile a un quadro svedese. Sono previste delle ricompense individuali più una collettiva. Chi riesce a rimanere appeso almeno tre minuti vince cinquanta grammi di pasta. Dopo sei minuti si guadagna una banana e dopo nove una barretta di cioccolato. Al dodicesimo minuto una scatoletta di cibo e, per finire, duecento grammi di farina al quindicesimo. Passato il quarto d'ora è sufficiente che uno dei naufraghi resista per altri quindici minuti, quindi trenta complessivi, per fare in modo che tutto il gruppo vinca cinque polli con patate al forno.

| Contendenti   |       | Ricompense | Ricompense | Ricompense         | Ricompense | Ricompense         | Ricompense |
| Contendenti   | Pasta | Banana     | Cioccolata | Scatoletta di cibo | Farina     | Pollo (collettiva) |            |
| ------------- | ----- | ---------- | ---------- | ------------------ | ---------- | ------------------ | ---------- |
| Carlo         | Si    | Si         | Si         | Si                 | Si         | Si                 |            |
| Leonardo      | Si    | Si         | Si         | Si                 | Si         | Si                 |            |
| Alessandro F. | Si    | Si         | Si         | Si                 | Si         | Si                 |            |
| Belén         | Si    | Si         | Si         | Si                 | Si         | Si                 |            |
| Veridiana     | Si    | Si         | Si         | Si                 | Si         | Si                 |            |
| Ela           | Si    | Si         | Si         | Si                 | Si         | Si                 |            |
| Vladimir      | Si    | Si         | Si         | Si                 | Si         | Si                 |            |
| Patrizia      | No    | No         | No         | No                 | No         | Si                 |            |
| Peppe         | Si    | No         | No         | No                 | No         | Si                 |            |

12ª prova ricompensa: Aste al buio
- Effettuata durante la nona puntata andata in onda il 10 novembre 2008.
- Ogni concorrente aveva a disposizione 500 lempiras, la moneta locale, per aggiudicarsi col meccanismo dell'asta una ricompensa. L'asta era al buio: i naufraghi dovevano fare le loro offerte su dei lotti che potevano contenere cibo o altre sorprese, anche negative.
- Il banditore d'asta era Alessandro Cecchi Paone, ex naufrago dell'edizione precedente.

| Ricompensa                | Aggiudicatario | Soldi     |
| ------------------------- | -------------- | --------- |
| Hot dog                   | Carlo          | 500 lemp. |
| Pasta al pesto            | Leonardo       | 500 lemp. |
| Scarafaggi fritti         | Ela            | 500 lemp. |
| Latte e biscotti          | Vladimir       | 500 lemp. |
| Nomination + rubare soldi | Alessandro F.  | 500 lemp. |
| Torta al cioccolato       | Belén          | 500 lemp. |

- Leonardo ha avuto l'opportunità di cambiacrila sua ricompensa. Leonardo ha scelto di cambiare la ricompensa e ha vinto pasta al pesto anziché spezzatino di topo, che è andato al gruppo.
- La ricompensa vinta da Alessandro consisteva in dare un'ulteriore nomination a uno dei compagni e rubargli tutti i soldi. Alessandro conferisce la nomination e ruba i soldi a Patrizia.
- La torta al cioccolato poteva essere divisa dall'aggiudicatario con tre compagni. Belén sceglie di dividerla con Peppe, Alessandro e Veridiana. La torta poteva essere consumata dai quattro concorrenti in un minuto di tempo.

### Prove immunità
I due gruppi di concorrenti si sfidano in una prova che determinerà la squadra immune della settimana, inoltre il gruppo vincente non effettuerà le nomination.
Prova del tunnel
- La prova era divisa in due manche: la prima consisteva nel posizione dei bastoni di legno nel tunnel della squadra avversaria, la seconda ogni squadra doveva rimuovere i bastoni posizionati nel proprio tunnel nella manche precedente dalla squadra avversaria. Ha vinto la squadra che ha rimosso nel minor tempo possibile i bastoni dal proprio tunnel.

| Gruppo     | Risultato |
| ---------- | --------- |
| Famosi     | Perdenti  |
| Non famosi | Vincitori |

Prova delle canoe
- La prova consisteva nel recuperare due canoe (una per i famosi e una per i non famosi) poste in fondo al mare. Vinceva la squadra che riusciva a recuperare per prima la canoa appartenente al proprio gruppo.

| Gruppo     | Risultato |
| ---------- | --------- |
| Famosi     | Vincitori |
| Non famosi | Perdenti  |

Legenda:

    Squadra immune
Prova del fango
- I tre finalisti, Carlo Capponi, Vladimir Luxuria e Belén Rodríguez si sfidano in una prova che consiste nell'immergersi in una grande pozza di fango e recuperare dei totem. Il concorrente che riesce a recuperare più totem è immune dalla nomination.
- Effettuata durante la finale del 24 novembre 2008

| Contendenti | Contendenti | Totem recuperati | Totem recuperati |
| ----------- | ----------- | ---------------- | ---------------- |
|             | Vladimir    | 8                |                  |
|             | Belén       | 6                |                  |
|             | Carlo       | 6                |                  |

Legenda:

    Immune dalla nomination

     Famoso

     Non Famoso

### Prove Leader
1ª prova leader: La palla al piede
- Ogni concorrente deve percorrere un labirinto ad ostacoli con una palla di ferro legata al piede fino a raggiungere il traguardo, dove, il contendente che arriverà primo (e che quindi vincerà la prova), posizionerà l'oggetto su un tavolaccio di ferro.
- Alla prova partecipano tutti i concorrenti tranne i due nominati della settimana: Carlo Capponi e Sonia Borgonovo.
- La prova si è svolta il 2 ottobre 2008.
- Massimo Ciavarro viene squalificato per aver violato il regolamento della prova.

| Contendenti | Contendenti   | Risultato | Risultato |
| ----------- | ------------- | --------- | --------- |
|             | Alessandro F. | 1º        |           |
|             | Veridiana     | 2º        |           |
|             | Belén         | 3º        |           |
|             | Vladimir      | 4º        |           |
|             | Chiara        | 5º        |           |
|             | Leonardo      | 6º        |           |
|             | Mariagrazia   | 7º        |           |
|             | Massimo       | S         |           |

Legenda:

     Leader della settimana

     Famoso

     Non Famoso

S: Squalificato 
2ª prova leader: Gira e tira
- La prova, suddivisa in tre manche (prima manche, seconda manche e manche finale), consisteva nello svitare dei bastoni avvitati su dei tronchi lungo un percorso nel quale, ad ogni passaggio, si eliminava uno dei contendenti. I due che arrivavano a fine percorso dovevano poi costruire una piramide di barattoli di bambù e trasportarla fino alla pedana dell'arrivo senza mai far cadere i barattoli.
- Alla prova partecipano tutti i concorrenti ad eccezione dei due nominati della settimana Carlo Capponi e Mariagrazia Maniscalco.
- La prova è stata effettuata l'8 ottobre 2008.

 Prima manche 
| Contendenti | Contendenti | Risultato | Risultato |
| ----------- | ----------- | --------- | --------- |
|             | Belén       | 1º        |           |
|             | Chiara      | 2º        |           |
|             | Massimo     | 3º        |           |
|             | Rossano     | 4º        |           |

 Seconda manche 
| Contendenti | Contendenti   | Risultato | Risultato |
| ----------- | ------------- | --------- | --------- |
|             | Alessandro F. | 1º        |           |
|             | Leonardo      | 2º        |           |
|             | Vladimir      | 3º        |           |
|             | Veridiana     | 4º        |           |

 Manche finale 
| Contendenti | Contendenti   | Risultato | Risultato |
| ----------- | ------------- | --------- | --------- |
|             | Alessandro F. | 1º        |           |
|             | Belén         | 2º        |           |

Legenda:

    Passa alla manche finale - Leader della settimana

     Famoso

     Non Famoso

3ª prova leader: Gara di apnea
- La prova consisteva nel resistere il più tempo possibile in apnea sott'acqua.
- Effettuata durante la sesta puntata andata in onda il 20 ottobre 2008.
- Alla prova partecipano tutti i concorrenti tranne Eleonora De Vivo, rappresentata dalla sorella Imma.

| Contendenti | Contendenti    | Tempo | Tempo |
| ----------- | -------------- | ----- | ----- |
|             | Leonardo       | 1.32  |       |
|             | Carlo          | 0.57  |       |
|             | Veridiana      | 0.53  |       |
|             | Rossano        | 0.49  |       |
|             | Peppe          | 0.46  |       |
|             | Belén          | 0.22  |       |
|             | Vladimir       | 0.21  |       |
|             | Gemelle (Imma) | 0.10  |       |
|             | Alessandro F.  | 0.09  |       |
|             | Ela            | 0.07  |       |

Legenda:

    Leader della settimana

     Famoso

     Non Famoso

4ª prova leader: Gara di cayuco
- Ogni concorrente doveva salire su un cayuco e remare fino ad una spiaggia, passando attraverso un percorso ad ostacoli. Se il concorrente cadeva in acqua poteva risalire e proseguire la gara, se invece non proseguiva veniva eliminato.
- Effettuata il 24 ottobre 2008.
- Alla prova partecipano tutti i concorrenti tranne Alessandro Feliù, in punizione per aver oltrepassato il confine tra la zona riservata ai concorrenti e quella riservata alla produzione e le nominate della settimana Vladimir Luxuria e le gemelle De Vivo.

| Contendenti | Contendenti | Risultato | Risultato |
| ----------- | ----------- | --------- | --------- |
|             | Leonardo    | 1º        |           |
|             | Rossano     | 2º        |           |
|             | Carlo       | 3º        |           |
|             | Peppe       | 4º        |           |
|             | Belén       | 5º        |           |
|             | Patrizia    | Eliminata |           |
|             | Ela         | Eliminata |           |
|             | Veridiana   | Eliminata |           |

Legenda:

     Leader della settimana

     Eliminato/a

     Famoso

     Non Famoso

5ª prova leader: Prova di equilibrio
- La prova, suddivisa in tre manche (prima manche, seconda manche e manche finale), consisteva nel mantenere l'equilibrio lungo un percorso sospeso di funi.
- Alla prova partecipano tutti i concorrenti ad eccezione dei due nominati della settimana Rossano Rubicondi e Belén Rodríguez.
- La prova è stata effettuata durante l'ottava puntata andata in onda il 3 novembre 2008.

 Prima manche 
| Contendenti | Contendenti   | Risultato | Risultato |
| ----------- | ------------- | --------- | --------- |
|             | Alessandro F. | 1º        |           |
|             | Leonardo      | 2º        |           |
|             | Vladimir      | 3º        |           |
|             | Patrizia      | 4º        |           |

 Seconda manche 
| Contendenti | Contendenti | Risultato | Risultato |
| ----------- | ----------- | --------- | --------- |
|             | Veridiana   | 1º        |           |
|             | Carlo       | 2º        |           |
|             | Ela         | 3º        |           |
|             | Peppe       | 4º        |           |

 Manche finale 
| Contendenti | Contendenti   | Risultato | Risultato |
| ----------- | ------------- | --------- | --------- |
|             | Alessandro F. | 1º        |           |
|             | Veridiana     | 2º        |           |

Legenda:

    Passa alla manche finale - Leader della settimana

     Famoso

     Non Famoso

6ª prova leader: Prova del fuoco
- Ogni concorrente doveva resistere al fuoco il più possibile.
- Effettuata durante la nona puntata andata in onda il 10 novembre 2008.
- Alla prova partecipano tutti i concorrenti tranne Leonardo Tumiotto, in punizione per aver oltrepassato il confine tra la zona riservata ai concorrenti e quella riservata alla produzione.

| Contendenti | Contendenti   | Tempo | Tempo |
| ----------- | ------------- | ----- | ----- |
|             | Carlo         | 1.55  |       |
|             | Vladimir      | 1.40  |       |
|             | Peppe         | 1.35  |       |
|             | Veridiana     | 1.13  |       |
|             | Patrizia      | 0.59  |       |
|             | Alessandro F. | 0.50  |       |
|             | Belén         | 0.40  |       |

Legenda:

    Leader della settimana

     Famoso

     Non Famoso

7ª prova leader: Prova al buio
- I naufraghi in gara devono superare un percorso ad ostacoli bendati, seguendo il suono di un tamburo fino a raggiungere il suonatore.
- Effettuata il 12 novembre 2008.
- Alla prova partecipano tutti i concorrenti tranne i nominati della settimana Alessandro Felìù e Vladimir Luxuria.

| Contendenti | Contendenti | Posizione | Posizione |
| ----------- | ----------- | --------- | --------- |
|             | Leonardo    | 1º        |           |
|             | Veridiana   | 2º        |           |
|             | Belén       | ??        |           |
|             | Carlo       | ??        |           |
|             | Patrizia    | ??        |           |
|             | Peppe       | ??        |           |

Legenda:

    Leader della settimana

     Famoso

     Non Famoso

### Prove parenti
1ª prova parenti: La fune e il totem
- Alla prova partecipano tutti i concorrenti.
- La prova è stata effettuata durante la settima puntata andata in onda il 27 ottobre 2008.
- I concorrenti dovevano darsi uno slancio con una corda e recuperare un totem che dovevano poi inserire in un'apposita fessura.
- La prova è divisa in due manche. I primi due classificati di ogni manche ricevono la visita di un loro parente.
- Rossano Rubicondi, in quanto sbarcato sull'isola solo tre settimane prima, cede la visita del parente a Vladimir Luxuria
- A Leonardo, Veridiana e Belén farà visita la mamma, mentre a Vladimir farà visita la sorella Laura.

 Prima manche 
| Contendenti | Contendenti | Risultato | Risultato |
| ----------- | ----------- | --------- | --------- |
|             | Veridiana   | 1º        |           |
|             | Belén       | 2º        |           |
|             | Vladimir    | 3º        |           |
|             | Ela         | 4º        |           |
|             | Patrizia    | 5º        |           |

 Seconda manche 
| Contendenti | Contendenti   | Risultato | Risultato |
| ----------- | ------------- | --------- | --------- |
|             | Leonardo      | 1º        |           |
|             | Rossano       | 2º        |           |
|             | Peppe         | 3º        |           |
|             | Alessandro F. | 4º        |           |
|             | Carlo         | 5º        |           |

Legenda:

    Riceve la visita dei parenti

     Famoso

     Non Famoso

2ª prova parenti
- Alla prova partecipano i concorrenti vincitori della 1ª prova: Leonardo Tumiotto, Veridiana Mallmann, Belén Rodríguez e Vladimir Luxuria e i rispettivi parenti.
- La prova è stata effettuata durante l'ottava puntata andata in onda il 3 novembre 2008.
- I concorrenti dovevano srotolare i gomitoli in cui erano avvolti i loro parenti. Una volta libero, il parente doveva scavare nel terreno circostante e trovare un cuore da inserire in una fessura.
- Il vincitore della prova aveva diritto ad un pasto insieme al proprio parente.

| Contendenti | Contendenti        | Risultato |
| ----------- | ------------------ | --------- |
|             | Belén - mamma      | 1º        |
|             | Leonardo - mamma   | 2º        |
|             | Vladimir - sorella | 3º        |
|             | Veridiana - mamma  | 4º        |

## Ascolti
| Puntata             | Messa in onda     | Telespettatori | Share  |
| ------------------- | ----------------- | -------------- | ------ |
| 1                   | 15 settembre 2008 | 3 894 000      | 19,09% |
| 2                   | 22 settembre 2008 | 3 863 000      | 18,66% |
| 3                   | 29 settembre 2008 | 4 591 000      | 20,82% |
| 4                   | 6 ottobre 2008    | 4 634 000      | 20,80% |
| 5                   | 13 ottobre 2008   | 4 621 000      | 20,58% |
| 6                   | 20 ottobre 2008   | 4 960 000      | 21,69% |
| 7                   | 27 ottobre 2008   | 5 142 000      | 22,97% |
| 8                   | 3 novembre 2008   | 4 998 000      | 21,08% |
| 9                   | 10 novembre 2008  | 5 554 000      | 24,69% |
| Semifinale          | 17 novembre 2008  | 5 936 000      | 24,53% |
| Finale              | 24 novembre 2008  | 7 214 000      | 31,49% |
| Media               | Media             | 5 037 000      | 22,39% |
| Galà - Tutti a casa | 1º dicembre 2008  | 4 916 000      | 20,85% |